# Giuditta Scalini
Giuditta Scalini (Como, 1912 – Saint-Tropez, 1966) è stata una scultrice italiana.

## Biografia
Nata a Como nel 1912, iniziò a scolpire all'età di quindici anni, lavorando prima a Milano e poi a Parigi. Incontrò Massimo Campigli nel 1935, sposandosi due anni dopo. Egli la descrisse come “bella, atletica, timida, cupa, imbarazzata, imbarazzante”. All'inizio degli anni quaranta entrambi collaborarono nel progetto di un grande affresco per l'atrio del nuovo edificio dell'Università di Padova, Palazzo Liviano.

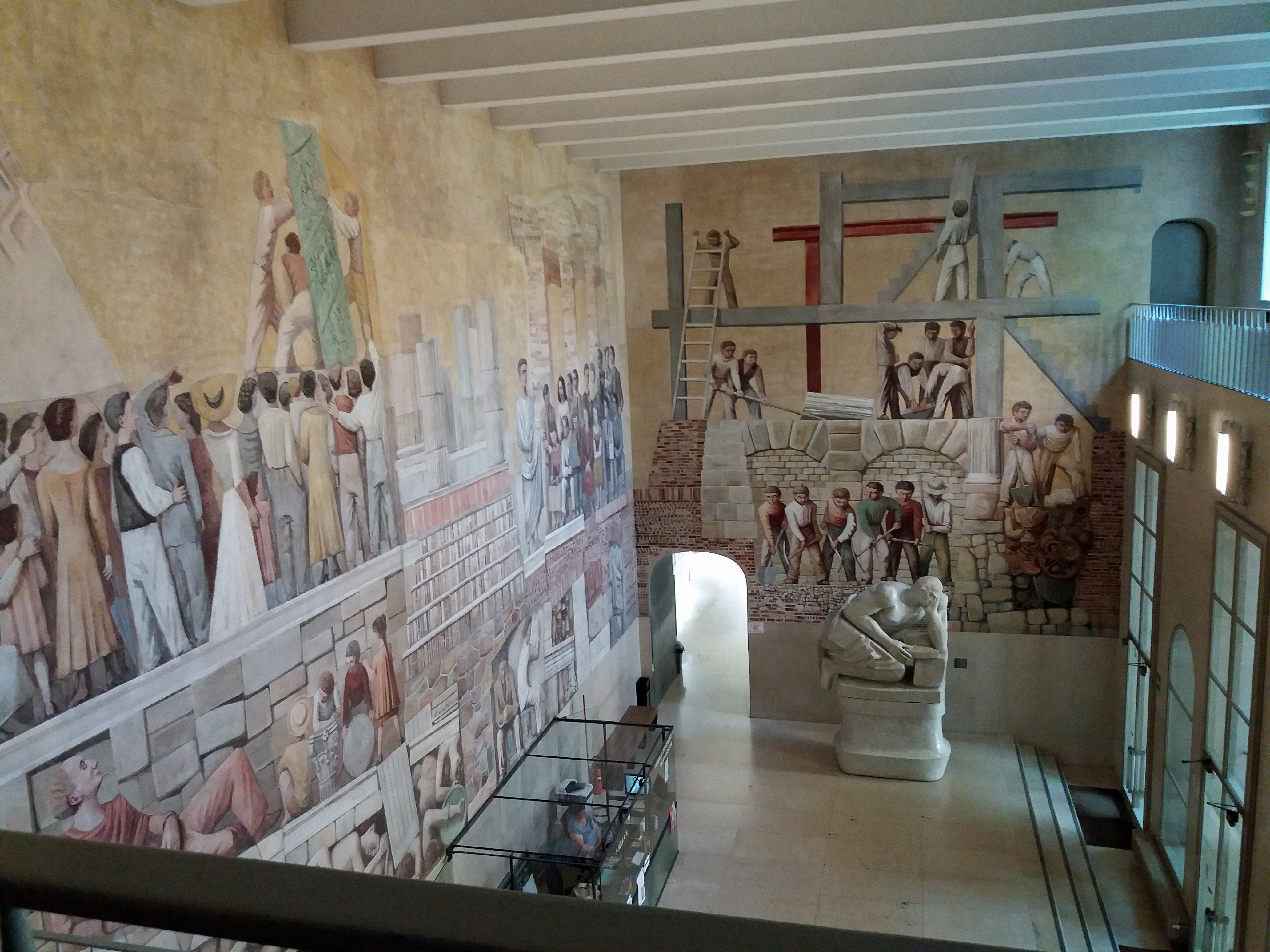
Entrata di Palazzo Liviano, Padova

Esso si sviluppa sulla parete maggiore e continua su quella di destra. Nella parte centrale sono raffigurati dei reperti antichi riscoperti da degli archeologi, mentre nella zona superiore si innalza una colonna coclide verde e viene dipinto Tito Livio che intrattiene una lezione a dei giovani contemporanei. L'artista è inoltre ritratta nella parte alta della parete principale, in tuta bianca e con il progetto in mano, insieme al rettore dell'università Carlo Anti, all'architetto che ha progettato l'edificio Gio Ponti e al marito.
Per tutta la sua vita visse tra Milano, Roma, Parigi e Saint-Tropez. Durante la seconda guerra mondiale, per sfuggire ai bombardamenti di Milano, si rifugiò col marito a Venezia come ospite del poeta Diego Valeri, dove nacque il loro unico figlio Nicola.
La sua prima mostra risale a maggio del 1951, alla Galerie Pierre di Parigi. L'anno successivo fu la volta dell'Hanover Gallery di Londra. Espose le sue opere per la prima volta in Italia nel 1953, quando tenne una mostra personale a Roma alla Galleria dell’Obelisco. L'anno seguente partecipò alla 175ª mostra della Galleria del Naviglio.
Nel 1955 ebbe l'occasione di esporre le sue opere al Palazzo delle Esposizioni, in occasione della VII Quadriennale nazionale d'arte di Roma.
Nel 1961 un incidente stradale in Svizzera le provocò una grave perdita di memoria dalla quale non si riprenderà mai completamente, fino alla sua morte avvenuta nel 1966.

## Stile
Sebbene il suo stile appare influenzato da quello del marito, le sue opere presentano dei tratti personali e distintivi. L'artista si ispira alla scultura etrusca, a quella maya, a quella egizia, a quella greca e a quella della civiltà nuragica. Un altro influsso importante è quello della scultura africana caratteristica dei popoli della Nigeria, della Costa d'Avorio, del Camerun e della Rodesia. I suoi lavori sono stati inoltre paragonati alle opere scultorie di Henri Matisse.

## Opere
- Acrobati, 1950, bronzo, 60,6 cm, Londra, Estorick Collection of Modern Italian Art
- Figura fatta a nastro, 1950
- Figura sdraiata, 1950
- Gli amanti, 1950, bronzo, 58,4 cm
- Ritratto di Massimo Campigli, 1950, bronzo, 25 cm, Londra, Estorick Collection of Modern Italian Art
- Figurine, 1951, bronzo, 25,4 cm
- Idolo, 1951
- Cavallo e cavaliere, 1953, bronzo, 20,3 cm
- Acrobati, 1957, bronzo, 45 cm
- Balletto, 1958, bronzo, 27,3x15,9x7 cm, Manchester, Currier Museum of Art
- Danzatori, 1958, bronzo, 30,5 cm, Stellenbosch, Rupert Museum
- Gli amici, 1958, bronzo, 25,4 cm, Stellenbosch, Rupert Museum
- Madre e figlio II, 1958, bronzo, 28 cm, Stellenbosch, Rupert Museum
- Figura con uccelli, 1959, bronzo, 25,4 cm, Stellenbosch, Rupert Museum
- Il guerriero, 1959, bronzo, 33 cm, Stellenbosch, Rupert Museum
- Il palo, 1959, bronzo, 33 cm, Stellenbosch, Rupert Museum
- Figura femminile, anni 1950, bronzo, 40,6x12,7x7,6 cm, Scottsdale, Museum of Contemporary Art
- Nudo femminile seduto, bronzo, 10,2 cm, Cambridge, Fogg Art Museum

Prima del 1953
- Ballerina
- Cavaliere
- Coppia
- Coppia
- Danza coi veli
- Danzatrice nera
- Donna giacente
- Figura piatta
- Figura vestita
- Idolo dorato
- Idolo nero
- L'abbraccio
- L'uomo col gatto
- L'uomo quadrato
- Uomo seduto

Tra il 1955 e il 1956
- Abbraccio I
- Abbraccio II
- Ballerine I
- Ballerine II
- Coppia di cavalli
- Due donne con pioli
- Due figure a testa unita
- Due figure con uccello
- Due figure sovrapposte
- Due figure sul cavallo I
- Due figure sul cavallo II
- Figura con due uccelli
- Figure e uccello
- Figure e uccello
- Guerriero grande
- Guerriero piccolo
- Idolo seduto
- Le grazie
- Madre e figlio I
- Pertica
- Quattro equilibristi
- Scultura verde
- Sculture chiocciola
- Tre equilibristi

Prima del 1957
- Cavalieri
- Idolo grande

Prima del 1958
- Donna seduta, bronzo, 43,2 cm

Prima del 1960
- Danzatori, bronzo, 62,3 cm

## Mostre ed esposizioni
- 1951 – Galerie Pierre, Parigi
- 1952 – Hanover Gallery, Londra
- 1953 – Galleria dell'Obelisco, Roma
- 1954 – 175ª Mostra del Naviglio, Galleria del Naviglio, Milano
- 1955 – Contemporary Italian Arts
  - Galleria municipale d'arte moderna, Dublino
  - Galleria d'arte municipale, Limerick
- 1955 – 20th Century Painting and Sculpture from the Collection of Mr. and Mrs. Harry L. Winston, Museo d'arte dell'Università del Michigan, Ann Arbor
- 1955-56 – VII Quadriennale nazionale d'arte di Roma, Palazzo delle Esposizioni, Roma
- 1957 – Galleria dell'Obelisco, Roma
- 1957 – Collecting Modern Art: Paintings, Sculpture and Drawings from the Collection of Mr. and Mrs. Harry Lewis Winston, Detroit Institute of Arts, Detroit
- 1957 – John Heller Gallery, New York
- 1958 – The New Renaissance in Italy, Pasadena Art Museum, Pasadena
- 1960 – Sculpture of the Twentieth Century, Grovesnor Gallery, Londra
- 1963 – Italienische Plastik Heute, Istituto Italiano di Cultura, Amburgo
- 1968 – Sculpture From the Human Form, Grovesnor Gallery, Londra
- 1972-74 – Scultura Italiana
  - Auckland Art Gallery, Auckland
  - Govett-Brewster Art Gallery, New Plymouth
  - Wellington
  - Robert McDougall Art Gallery, Christchurch
  - Dunedin
  - Palmerston North Art Gallery, Palmerston North